# 観船橋
観船橋（みふねはし）は、広島県広島市の天満川に架かる道路橋。

## 概要
戦前からこの地区にある橋。両側歩道の橋脚付近が半円状のテラスのように張り出している。護岸にアンダーパスが整備されており、下を歩いてくぐれるが、潮位が高い場合には水没の可能性もある。
上流に広島市道比治山庚午線（平和大通り）筋の緑大橋、下流に国道2号の新観音橋がある。東に行くと広島市道横川江波線（舟入通り）および広島電鉄江波線の交点、最寄の駅は広電舟入町停留場となる。

## 歴史
昭和初期に住民要望により架橋が決定、広島市議会で決議したものの予算の問題で着工延期されていたところへ、1930年（昭和5年）両岸の観音・舟入町民が寄付を募りそれを持って工事費の一部にあてられることが決定し着工にこぎつけた。
1932年（昭和7年）7月に木橋として開通した。
1945年（昭和20年）8月6日、原爆被災、爆心地から1.25kmに位置した。爆風により桁が歪んだが、通行には差しつかえがなかったため、多くの避難者が渡り西方面へと逃げて行った。しかし、同年9月の枕崎台風による水害により落橋してしまう。ちなみに、枕崎台風と10月の阿久根台風による水害により天満川が増水し、最上流付近に架かる横川橋を残してすべての橋が落橋してしまった。
1949年（昭和24年）、広島平和記念都市建設法が公布・施行され、戦災復興事業として再架橋が決定、1955年（昭和30年）に幅5.5mの橋に架け替えられた。1978年（昭和53年）に下流側に人道橋（歩道橋）が併設され車道専用となっていたが、拡幅のため1994年（平成6年）9月に現在のものに架け替えられている。

## ギャラリー

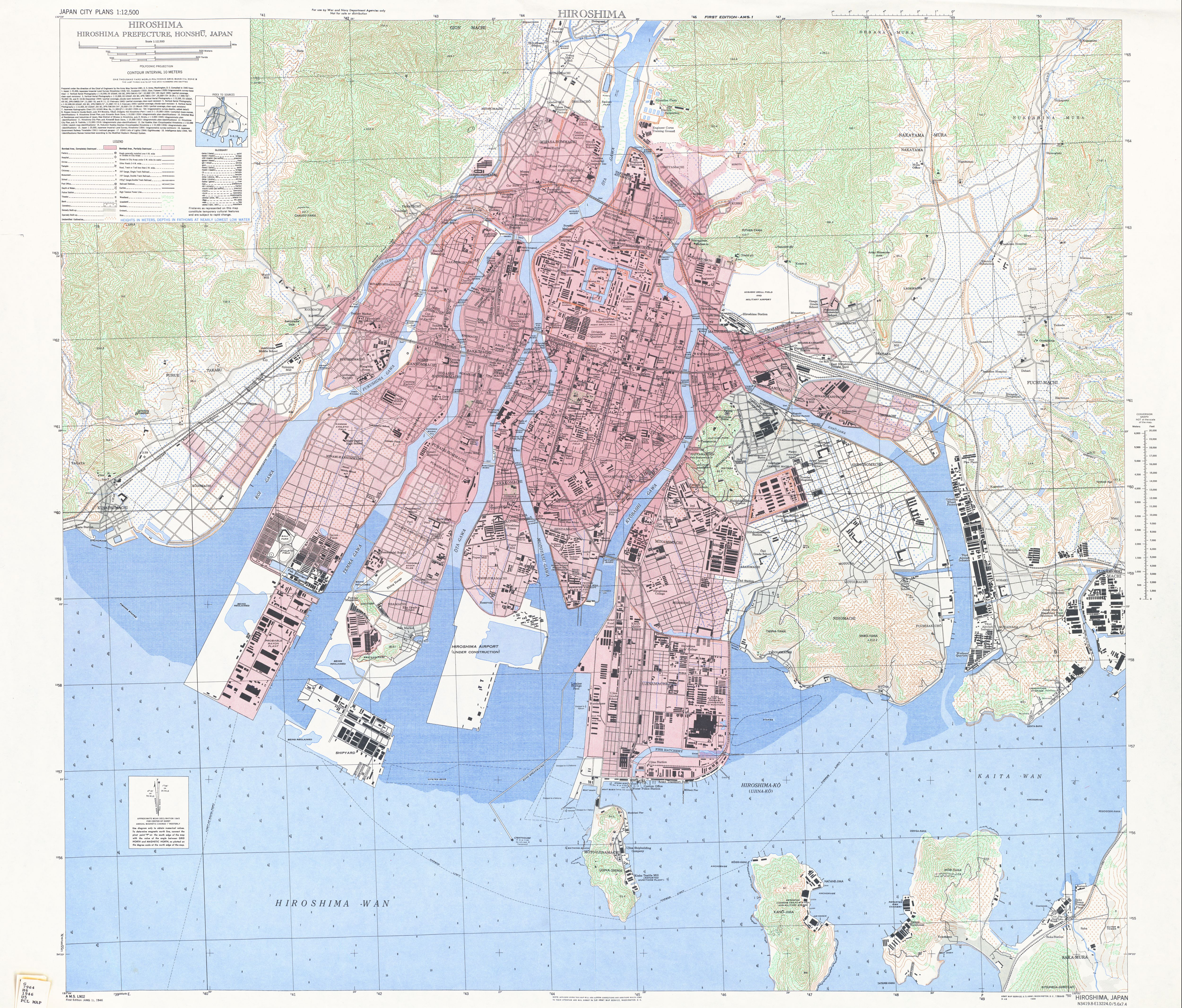
1945年米軍作成の広島市地図。"KANSEN-BASHI"と誤表記で存在が確認できる。
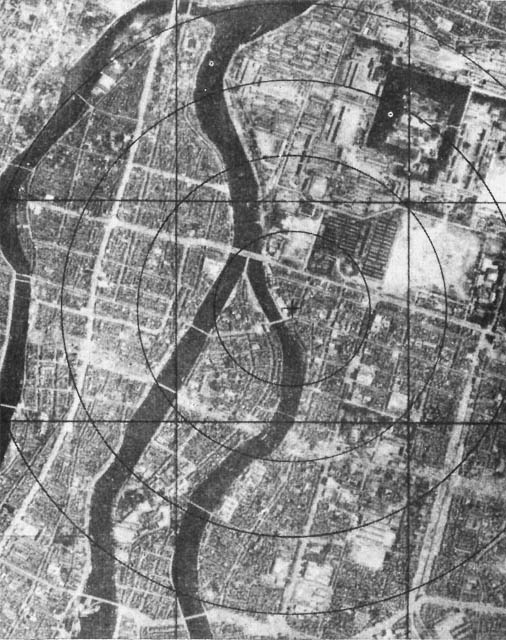
1945年原爆投下前の市中央部上空写真。同心円の中心が爆心地。現在地付近に観船橋が確認できる。
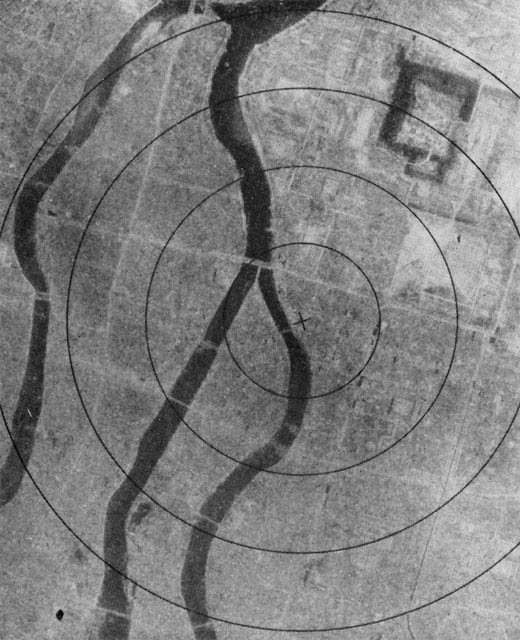
被爆後の上空写真。うっすらと観船橋が確認できる。

## 参考資料
- 四国五郎『広島百橋』春陽社出版、1975年。ASIN B000J9FFA2。
- 広島市『広島原爆戦災誌』（PDF）（改良版）、2005年（原著1971年）。2014年2月14日閲覧。
- 観船橋